# Понтекулан
Понтекула́н (фр. Pontécoulant) — коммуна во Франции, находится в регионе Нижняя Нормандия. Департамент коммуны — Кальвадос. Входит в состав кантона Конде-сюр-Нуаро. Округ коммуны — Вир.
Код INSEE коммуны — 14512.

## Население
Население коммуны на 2010 год составляло 92 человека.
| 1962 | 1968 | 1975 | 1982 | 1990 | 1999 | 2010 |
| ---- | ---- | ---- | ---- | ---- | ---- | ---- |
| 108  | 125  | 109  | 106  | 105  | 108  | 92   |

## Экономика
В 2010 году среди 58 человек трудоспособного возраста (15—64 лет) 38 были экономически активными, 20 — неактивными (показатель активности — 65,5 %, в 1999 году было 79,2 %). Из 38 активных жителей работали 31 человек (20 мужчин и 11 женщин), безработных было 7 (3 мужчин и 4 женщины). Среди 20 неактивных 2 человека были учениками или студентами, 8 — пенсионерами, 10 были неактивными по другим причинам.